# 峰健一
峰健一（日语：／ Mine Ken'ichi，1981年5月20日—）是一名日本男性聲優，大阪府出身，Raccoon Dog所屬。

## 簡歷
畢業於Pro-Fit聲優養成所。由於所屬的Pro-Fit於2022年3月底結束經紀業務，因此於同年4月1日轉籍至Raccoon Dog。

## 人物
方言是關西腔。
興趣是欣賞J-POP、唱歌、睡覺。特長是東西用得很久、擅長使用電腦。

## 演出作品
※粗體字為主要角色。

### 電視動畫
2004年
- 砂漠奇兵（住人）

2005年
- AIR（山賊們）
- 女孩萬歲 second season（大哥哥C）
- 不可思議星球的雙胞胎公主（ベアベア、客）

2006年
- 後天的方向（職員）
- 歡迎加入NHK！（客）
- 王牌酒保（客A、計程車司機）
- ふしぎ星の☆ふたご姫 Gyu!（村人）

2007年
- 校園烏托邦 學美向前衝！（上班族）
- School Days（化學教師、實行委員長）

2008年
2009年
- エグザムライ戦国（町人）
- 白色相簿（嗶君）

2010年
- 神隱之狼（穩健派）

2011年
- 女神異聞錄4

2012年
- 加速世界（客A）
- Another（川堀健蔵）
- 韋駄天翔（男C）
- 妖狐×僕SS（男性教師）
- 少女與戰車

2013年
- 我要成為世界最強偶像（社員）

2014年
- 信長協奏曲

2015年
- 聖劍使的禁咒詠唱（漁民）

2016年
- 初戀怪獸（工作人員、守衛）
- TRICKSTER -來自江戶川亂步〈少年偵探團〉-（赤石透）

2017年
- TRICKSTER -來自江戶川亂步〈少年偵探團〉-（吉備茂彥、大杉健）
- 秋葉脫物語 -THE ANIMATION-（水島上等兵[6]、大叔A、職業玩家A、廣播）
- 戀愛暴君（凱特）

2018年
- 愛吃拉麵的小泉同學（教師）

2019年
- 流汗吧！健身少女（當地民）
- 魔王陛下RETRY！（馬吉）
- 廚病激發BOY（怪人）

2021年
- Praeter之傷（Dusk）
- 指尖傳出的真摯熱情（男性職員A）

2022年
- 盾之勇者成名錄 第2期（魂人）
- 我家師傅沒有尾巴（大叔、大叔2、黑道3、客2、男C、船頭、討債者3、內弟子A、內弟子1、落語家、客1、警官3）
- 鏈鋸人（殭屍們）
- 點滿農民相關技能後，不知為何就變強了。（魔獸）

2023年
- 開闊天空！光之美少女（士兵、巴珀君）
- 在異世界獲得超強能力的我，在現實世界照樣無敵～等級提升改變人生命運～
- 魔法少女毀滅者（老路人宅）
- 聖女魔力無所不能（魔導士）

2024年
- 開闊天空！光之美少女（街上的人）
- 魔王學院的不適任者 II ～史上最強的魔王始祖，轉生就讀子孫們的學校～（八歌賢人）

2025年
- 使人誤解的工房主～關於原英雄隊伍的雜役人員，實際上除了戰鬥能力外全是SSS的故事～（傳令）
- 膽大黨 第2期（商工會男A）
- 去唱卡拉OK吧！（長臉[7]）

### 劇場版動畫
2007年
- 火影忍者疾風傳劇場版：鳴人將死（地下宮殿警備兵）
- 超劇場版 Keroro軍曹 2 深海的公主（船員）

2013年
- 龍 -RYO-（父親）

2015年
- 少女與戰車 劇場版（民宿的主人）

2018年
- 劇場版 吸血鬼僕人 -Alice in the Garden-（有栖院御影）

### OVA
2010年
- 超級快打旋風Ⅳ（客）※Xbox 360版限定特典動畫

2017年
- 庭球社（老師） - 『第8期』裏面

### 網路動畫
2022年
- 世界末日與柴犬同行（バッタ、父親[8]、外星人）

### 遊戲
2006年
- Final Fantasy XII

2009年
- 甦醒神光（英语：Sacred Blaze）

2013年
- 三國志拼圖大戰（盧植、張梁、程普）

2016年
- 少女與龍 -幻獸契約 Cryptract-（[9]、[10]、ルアース[11]）

2017年
- Guns of Soul（[12]）
- 妖怪百鬼夜行～極～（鬼婆）

2018年
- （[13]、慈恩）

2019年
- 棕色塵埃（[14]）
- Guns of Soul2（ライナー[15]、アーネスト[16]）
- 血咒之城：暗夜儀式（ハリー・ベンソン）
- 獅子の如く 〜戦国覇王戦記〜（本多正信[17]）
- 伊蘇IX -怪人之夜-（モルビアン）

2020年
- （曹仁[18]）

2023年
- 伊蘇X -北境歷險-（[19]）

## 外部連結
- 峰 健一｜ラクーンドッグ オフィシャルサイト